# Концерт для фортепиано с оркестром № 5 (Сен-Санс)
Концерт для фортепиано с оркестром № 5 фа мажор Op. 103 «Египетский» — сочинение Камиля Сен-Санса. Написан в марте-апреле 1896 года. Примерная продолжительность звучания 28 минут. Посвящён пианисту Луи Дьемеру.
Концерт сочинён Сен-Сансом во время его пребывания в Египте (начат в Луксоре и завершён в Каире), в музыке произведения присутствуют различные ориентальные мотивы, прежде всего — главная тема второй части, представляющая собой обработку записанной композитором песни нильских гребцов. Тем не менее, подзаголовок «Египетский», под которым концерт широко известен, не является авторским, и его происхождение в точности не установлено.
Концерт был впервые исполнен автором 6 мая 1896 года в парижском концертном зале Плейель на юбилейном концерте по случаю 50-летия дебюта Сен-Санса в этом концертном зале; Оркестром концертного общества Парижской консерватории дирижировал Поль Таффанель. Партитура концерта была в том же году опубликована Огюстом Дюраном; вышло также переложение для двух фортепиано, выполненное Луи Дьемером (сам Дьемер впервые исполнил его в 1897 году вместе с Альфредом Корто).

## Строение
- I. Allegro animato

- II. Andante

- III. Molto allegro

## Критические оценки
Вторая часть концерта, наиболее экзотическая по музыкальному материалу, уже современниками рассматривалась как наиболее выдающийся плод любви Сен-Санса к путешествиям и музыкальному портретированию разных стран.

## Записи
Среди выдающихся пианистов, записавших Пятый концерт Сен-Санса, были, в частности, Магда Тальяферро, Святослав Рихтер (дважды), Жан-Ив Тибоде. Среди наиболее значительных записей называлась версия Альдо Чикколини (1971, с Оркестром Парижа под управлением Сержа Бодо). Различных премий удостоились записи Стивена Хафа с Симфоническим оркестром Бирмингема (дирижёр Сакари Орамо, 2000, лейбл Hyperion Records), Бертрана Шамайю с Национальным оркестром Франции (дирижёр Эммануэль Кривин, 2019) и Александра Канторова с оркестром Тапиола Синфониетта (дирижёр Жан-Жак Канторов, 2019).